# Viktor Reneysky
Viktor Reneysky (Babruysk, Mahilou, 24 de janeiro de 1967) é um velocista bielorrusso na modalidade de canoagem.

## Carreira
Foi vencedor da medalha de Ouro em C-2 1000 m e C-2 500 m em Seul 1988 e da medalha de Prata em Atlanta 1996 junto com o seu companheiro de equipe Nicolae Juravschi.